# Oka-Krise

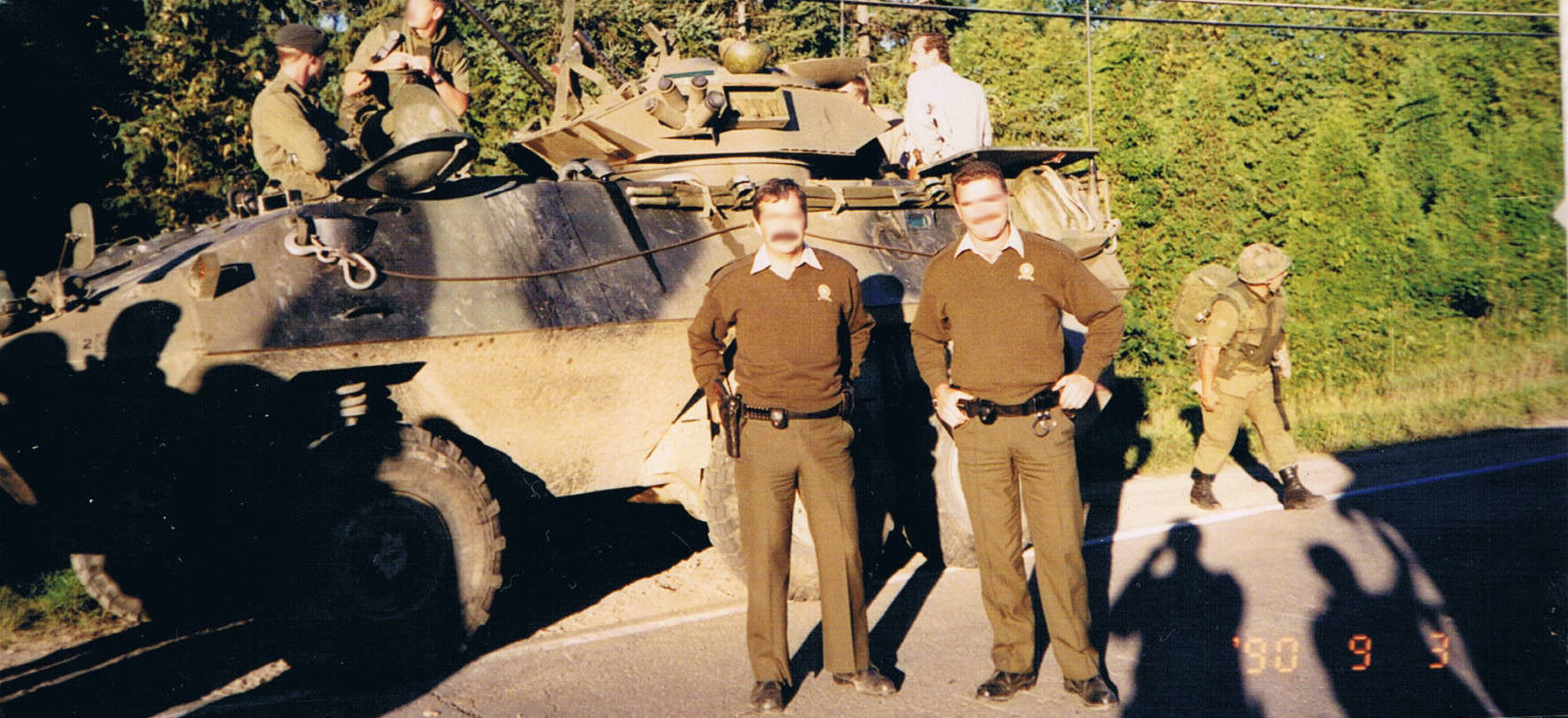
Kanadische Soldaten und Sûreté du Québec am 3. September 1990

Die Oka-Krise war eine Auseinandersetzung der Mohawk-First Nation People aus dem nahegelegenen Kanesatake-Reservat mit der kanadischen Gemeinde Oka in der Provinz Québec im Jahr 1990. Im Verlauf der 78 Tage dauernden Krise wurden ein Polizist der Quebecer Provinzpolizei „Sûreté du Québec“ bei den Auseinandersetzungen sowie ein Ältester der Mohawk bei Ausschreitungen von Blockadegegnern getötet. Sie bildete den Auftakt einer Reihe gewalttätiger Auseinandersetzungen von First Nation People Kanadas mit dem kanadischen Staat im späten 20. Jahrhundert.

## Ablauf
Die Oka-Krise entzündete sich an Plänen von Bürgern der Stadt Oka, einen Golfplatz auf Land auszudehnen, das von den Mohawk beansprucht wurde. Daraufhin begannen die Mohawk Barrikaden zu errichten. Drei Monate später, am 11. Juli 1990, begann die Provinzpolizei, die bewachten Barrikaden anzugreifen. Es kam zu einem Schusswechsel und der Polizei-Caporal Marcel Lemay wurde getötet.
Dadurch eskalierte die Krise. Aus der lokal begrenzten Forderung der Mohawk bezüglich des Landbesitzes wurde ein allgemeiner Anspruch auf Anerkennung ihrer Unabhängigkeit. Die Warriors, eine Gruppe zur Verteidigung der Rechte der First Nations, verstärkten die Mohawk auf ihren Barrikaden. Die Regierung von Kanada weigerte sich, mit den Mohawk zu verhandeln, solange die Barrikaden standen, und begann ihrerseits, Straßensperren auf den Zufahrtswegen nach Oka und zu dem Kanesatake-Reservat zu errichten.
In dieser festgefahrenen Situation rief der Premierminister von Québec, Robert Bourassa, die kanadische Armee zu Hilfe, die einige der Barrikaden räumte. Erst nach langwierigen Verhandlungen wurden am 26. September 1990 die letzten Barrikaden abgebaut und die Warriors gaben ihren Kampf auf. 1997 erwarben die Bundesbehörden das Gelände von der Gemeinde Oka. Bis 2014 war es noch nicht an die Mohawk übereignet.

## Bildliche Darstellung
Ein Bild (Zeichner unleserlich) solcher Konflikte gab es bereits früher. Auf dem hinteren fliegenden Vorsatz und dem hinteren Spiegel des vorgenannten Buchs von Thomas King ist das Bild aus einer Broschüre des Banff-Tourismusbüros von 1930 The Gallery at Banff, von Canadian Pacific zu sehen. Es zeigt eine Szene von weißen Golfspielern im Hintergrund und Indianern, welche sie im Vordergrund von erhöhter Warte aus sehr verwundert, vielleicht auch spöttisch beim Golfspiel betrachten.

## Notizen
1. ↑  Das Lemma in The Canadian Encyclopedia (engl., wahlweise franz.), Juli 2014
2. ↑  45 x 80 cm im Original